# Dasymaschalon clusiflorum
Dasymaschalon clusiflorum är en kirimojaväxtart som först beskrevs av Elmer Drew Merrill, och fick sitt nu gällande namn av Elmer Drew Merrill. Dasymaschalon clusiflorum ingår i släktet Dasymaschalon, och familjen kirimojaväxter.

## Underarter
Arten delas in i följande underarter:
- D. c. megalanthum
- D. c. oblongatum